# Kantonale Volksabstimmung «Erhöhung der Motorfahrzeugsteuern»
Die Kantonale Volksabstimmung «Erhöhung der Motorfahrzeugsteuern» war eine Volksabstimmung im Schweizer Kanton Luzern, die am 28. November 2004 stattfand. Inhalt der Abstimmung war der Erhöhung der Motorfahrzeugsteuer.

## Hintergründe und Inhalt
Nachdem der Kanton Luzern im Jahr 2003 mit einem Defizit abschloss und sich keine Besserung für die Folgejahre abzeichnete, entwickelte der Regierungsrat ein unter dem Namen «Sparpaket 2005» ein Konzept um seine Ziele des Schuldenabbaus weiterverfolgen zu können. 80 % der Budget-Verbesserungen sollten durch Ausgabenkürzungen erreicht werden, während man mit weiteren Massnahmen Mehreinnahmen von 20 Millionen anstrebte. Die Mehreinnahmen sollten zum grössten Teil von rund 12 Millionen Franken durch die Erhöhung der Motorfahrzeugsteuern erzielt werden. Die Erhöhungen wurden wie folgt festgelegt:
- Personenwagen: + 15 % (linear)
- Gesellschaftswagen und Kleinbusse: + 5 Fr. pro Sitz (neu 40 statt 35 Fr.)
- Alle übrigen Fahrzeuge: + 10 % (linear)
- Erhöhung des Höchstbetrag für landwirtschaftliche Fahrzeuge, Kleinmotorräder und Arbeitsanhänger von 50 Fr. auf 100 Fr.

Nebst der Notwendigkeit zur Verbesserung des Kantonbudget argumentierte der Regierungsrat für die Erhöhung der Steuern mit:
- Seit der letzten Anpassung der Motorfahrzeugsteuern im Jahr 1995 eine Teuerung von 8 % stattgefunden habe
- Für die rund offenen 200 Strassenbau-Projekte dringend Mehreinnahmen nötig seien. Rund die Hälfte der Projekte müssten rund 10 Jahre bis zur Realisierung warten, da die finanziellen Mittel fehlen.
- Für die Werterhaltung des 520 Kilometer langen Strassennetz jährliche 25 Millionen Franken Investition zur Sanierung notwendig wären, aber derzeit aufgrund der finanziellen Lage nicht mehr als 13 Millionen Franken aufgewendet werden können
- Die Strassenbauschuld von rund 91 Millionen Franken Ende 2003 abgebaut werden sollen, da allein die Verzinsung der Schulden dem Kanton jährlich 3 Millionen Franken Kosten verursachen

### Referendum
Die Gesetzesänderung wurde am 19. Juni 2004 im Luzerner Kantonsblatt veröffentlicht. Während der Referendumsfrist von zwei Monate, wurden durch zwei Komitees die nötigen 3000 Unterschriften für ein Referendum zusammengetragen und eingereicht. Ein Komitee bestand aus dem Verein für tragbare Steuern (VTS) und der SVP Kanton Luzern, das andere aus einzelnen Sektionen des Touring Club Schweiz (TCS) und des Automobilclub der Schweiz (ACS). Die Gründe zur Ablehnung der Gesetzesvorlage beider Komitees umfassten:
- Der Kanton Luzern zähle bereits zu den Kantonen mit den höchsten Steuern, Gebühren und Abgaben in der Schweiz.
- Der Kanton müsse lernen sparsamer umzugehen und dürfe seine Verschwendung nicht auf Kosten der Bevölkerung durch immer höhere Abgaben abgleichen.
- Der Kanton Luzern als «Flächenkanton» zähle, deren Bürger in den wirtschaftlich strukturschwachen Randgebieten auf ein Motorfahrzeug für den Arbeitsweg angewiesen sind.
- Die Motorfahrzeugsteuer zwischen 19,7 % und 37,7 % höher liegen würde als in den anderen Kantonen der Zentralschweiz.
- Die Gelder der Motorfahrzeugsteuern für die Sanierung der Finanzlage zweckentfremdet werden würden.
- Mit dem Beschluss zur LSVA-Erhöhung ab 2005 bereits 6 – 8 Millionen Franken Zusatzeinnahmen einfliessen und eine Erhöhung der Motorfahrzeugsteuer zur Tilgung der Strassenbauschulden somit unnötig sei.

## Abstimmungsergebnis
Die Befürwortung der Vorlage lag zwischen 19 % im Amt Entlebuch und 33 % im Amt Luzern. Somit lehnten alle damaligen fünf Ämter des Kantons die Erhöhung der Motorfahrzeugsteuer bei einer durchschnittlichen Annahme von 27,62 % und einer Stimmbeteiligung von 45 % ab. Die gleichtags ebenfalls stattgefundene kantonale Volksabstimmung «Erhöhung der Schiffssteuer» die auch als Massnahme des «Sparpaket 2005» vorgesehen war, wurde hingegen angenommen.
| Amt       | Stimmbeteiligung | Ja (Anzahl) | Nein (Anzahl) | Ja (Prozent) | Nein (Prozent) | Annahme |
| --------- | ---------------- | ----------- | ------------- | ------------ | -------------- | ------- |
| Entlebuch | 46,00 %          | 1'117       | 4'779         | 18,95 %      | 81,05 %        | Nein    |
| Hochdorf  | 44,70 %          | 4'297       | 13'203        | 24,55 %      | 75,45 %        | Nein    |
| Luzern    | 44,17 %          | 15'822      | 31'482        | 33,45 %      | 66,55 %        | Nein    |
| Sursee    | 46,88 %          | 4'698       | 15'208        | 23,60 %      | 76,40 %        | Nein    |
| Willisau  | 44,46 %          | 2'897       | 10'899        | 21,00 %      | 79,00 %        | Nein    |
| Total (5) | 44,90 %          | 28'831      | 75'571        | 27,62 %      | 72,38 %        | Nein    |